# Coordenades geocèntriques

Definició dels paràmetres orbitals

Projecció estereogràfica de lesfera celeste amb els elements més importants.

Les coordenades geocèntriques tenen el seu origen en el centre de la Terra i poden ser coordenades cartesianes, coordenades eclíptiques o coordenades equatorials. Per distingir de les coordenades heliocèntriques que tenen l'origen en el Sol s'afegeix la paraula heliocèntriques o geocèntriques. Així parlarem d'ascensió recta heliocèntrica o ascensió recta geocèntrica. Solen expressar-se en coordenades geocèntriques la Lluna i tots els satèl·lits artificials que tenen la seva òrbita al voltant de la Terra. Els planetes, asteroides i cometes que giren al voltant del Sol, inclosa la Terra solen expressar la seva posició en coordenades heliocèntriques, però com es veu en aquest apartat, acaben sent observador des de la Terra per la qual cosa cal transformar les coordenades heliocèntriques a geocèntriques. En les coordenades geocèntriques el pla de referència sol ser l'Equador terrestre però també s'utilitza l'eclíptica.
Els satèl·lits artificials que en general giren propers a la Terra pateixen la manca d'uniformitat de la gravetat terrestre, i això es tradueix en què els seus elements orbitals canvien amb gran celeritat pel que és necessari disposar d'elements recents, si volem calcular la posició amb un mínim d'exactitud. A més el frec amb l'atmosfera causa una desacceleració. Per al cas de la Lluna la seva òrbita és molt complicada perquè el Sol actua amb una força no menyspreable constituint un problema dels tres cossos. Tampoc es poden no considerar les accions de Venus, Júpiter i Saturn. Atesa la complexitat del moviment, els nodes de la Lluna, no estan fixos, sinó que donen una volta en 18,6 anys. L'eix de l'el·lipse lunar no està fix i l'apogeu i perigeu donen una volta completa en 8,85 anys. La inclinació de l'òrbita varia entre 5 º i 5 º 18 '. Així que per a calcular la seva longitud i latitud geocèntriques o la seva ascensió recta i declinació geocèntrica cal considerar centenars de termes.